# Idoia Villanueva Ruiz
Idoia Villanueva Ruiz (ur. 17 lipca 1980 w Pampelunie) – hiszpańska polityk i informatyk, działaczka ugrupowania Podemos, senator, posłanka do Parlamentu Europejskiego IX kadencji.

## Życiorys
W 2006 ukończyła studia inżynierskie z informatyki na Uniwersytecie Kraju Basków. W 2012 uzyskała magisterium z zarządzania przedsiębiorstwem na Universidad Autónoma de Madrid. W latach 2006–2015 pracowała przy zarządzaniu i rozwijaniu projektów z zakresu technologii informacyjnej.
W 2014 dołączyła do ugrupowania Podemos. W 2015 parlament Nawarry powołał ją w skład hiszpańskiego Senatu. W wyborach w 2019 uzyskała mandat eurodeputowanej IX kadencji.